# Jason Patric
Jason Patric (Queens, Nova York, 17 de juny de 1966) és un actor estatunidenc. La seva filmografia principal inclou títols com Joves ocults (1987), Fins al límit (1991), Sleepers (1996), Speed 2: Cruise Control (1997), Amics i veïns (1998), The Alamo (2004) i A la vall d'Elah (2007).

## Biografia
Jason Patric és fill de Linda Miller i Jason Miller, tots dos actors, i net de Jackie Gleason, i té un germà anomenat Joshua John Miller. Va anar a la prestigiosa escola, en la qual només assistien homes, Don Bosco Preparatory High School, al nord de Nova Jersey. Té doble nacionalitat, irlandesa i estatunidenca.
Jason Patric va debutar amb el telefilme Amor difícil (1985) per posteriorment intervenir en The Lost Boys (1987) en la qual va compartir cartell amb Kiefer Sutherland o Dianne Wiest i que va ser dirigida per Joel Schumacher. Després de participar en produccions que van deixar indiferent al públic i a la crítica, la seva primera gran oportunitat li arribaria amb drama Sleepers (1996) al costat de Kevin Bacon, Robert De Niro, Brad Pitt i Dustin Hoffman; la cinta va ser ben rebuda per la crítica i públic, recaptant 165 milions de dòlars en tot el planeta. Després protagonitzaria al costat de Sandra Bullock i Willem Dafoe la seqüela de Speed (1994) titulada Speed 2: Cruise Control (1997) en la qual interpretava a Alex Shaw, un agent de policia que es veia embolicat en problemes quan el creuer en el qual viatjava amb la seva promesa era segrestat per un llunàtic. El film va ser estomacat per la majoria de la premsa especialitzada i li va suposar la seva primera candidatura al Razzie.
Posteriorment va participar en el drama de Neil LaBute Your Friends & Neighbors (1998), en la qual apareixia al costat de Ben Stiller o Aaron Eckhart, i per la qual va rebre una nominació al Satellite Award al millor actor de repartiment en drama; i en el thriller Narc (2002) en el qual tenia com a company de repartiment a Ray Liotta, va ser dirigida per Joe Carnahan i produïda per Tom Cruise. El film va ser recolzat per la premsa i va ser candidat al gran premi del jurat en el Festival de Cinema de Sundance. Anys més tard va participar en el remake titulat The Alamo (2004), protagonitzat per Dennis Quaid i Billy Bob Thornton i dirigit per John Lee Hancock. El film no va funcionar comercialment, estimant-se unes pèrdues de 120 milions de dòlars.
Després d'uns anys d'absència en grans projectes va reaparèixer en el drama dirigit pel guanyador de l'Óscar Paul Haggis In the Valley of Elah (2007), protagonitzada per Tommy Lee Jones, Susan Sarandon i Charlize Theron, la cinta va ser ben rebuda per gran quantitat de crítics. Posteriorment vindrien personatges secundaris en el drama familiar My Sister's Keeper (2009), al costat de Cameron Diaz i la pel·lícula d'acció The Losers (2010), amb Chris Evans o Zoe Saldana; només va recaptar 23 milions de dòlars als Estats Units, malgrat que les expectatives eren superiors.

## Vida privada
Jason Patric va estar sortint durant dos anys (1991, 1992) amb Julia Roberts, després que aquesta cancel·lés les seves noces amb Kiefer Sutherland, íntim amic de l'actor. També se li coneixen diferents relacions amb Sandra Bullock, Robin Wright Penn o Christy Turlington, amb la qual va mantenir una relació entre 1995 i 1999, actualment, Christy Turlington és l'esposa d'Edward Burns.
L'any 2004 va ser arrestat sota càrrecs d'intoxicació pública i resistència a l'autoritat en la localitat estatunidenca d'Austin (Texas). Patric va al·legar que les acusacions eren falses. L'oficina del fiscal finalment va retirar els càrrecs contra l'actor, entre els quals s'incloïen l'assalt a un agent de policia. Posteriorment, va demandar al policia que el va detenir, per violar els seus drets civils, però el jurat federal va fallar a favor de l'oficial.
Jason Patric està sortint amb l'actriu Gia Mantegna des de 2014.

## Filmografia

### Cinema
- Solarbabies (1986)
- Joves ocults (The Lost Boys) (1987)
- La bèstia de la guerra (The Beast of War) (1988)
- Denial (1990)
- After Dark, My Sweet (1990)
- Rush (1991)
- Geronimo: An American Legend (1993)[13]
- The Journey of August King (1995)
- Sleepers (1996)
- Speed 2: Cruise Control (1997)
- Incognito (1997)
- Your Friends & Neighbors (1998)
- Narc (2002)
- The Alamo (2004)
- Walker Payne (2006)
- Expired (2007)
- A la vall d'Elah (In the Valley of Elah) (2007)
- Downloading Nancy (2008)
- My Sister's Keeper (2009)
- The Losers (2010)
- Keyhole (2011)
- The Prince (2014)

## Premis

### Satellite Awards
| Any  | Categoria                       | Pel·lícula               | Resultat |
| ---- | ------------------------------- | ------------------------ | -------- |
| 1999 | Millor actor secundari en drama | Your Friends & Neighbors |          |